# Danthonia compressa
Danthonia compressa är en gräsart som beskrevs av Coe Finch Austin. Danthonia compressa ingår i släktet knägrässläktet, och familjen gräs. Inga underarter finns listade i Catalogue of Life.